# Setarches armata
Setarches armata är en fiskart som först beskrevs av Fowler, 1938.  Setarches armata ingår i släktet Setarches och familjen Setarchidae. Inga underarter finns listade i Catalogue of Life.